# Шубина, Зинаида Александровна
Зинаида Александровна Шубина (26 мая 1939 — 2008) — российский педагог, заслуженный учитель РФ, директор таганрогской средней школы № 10.

## Биография
Зинаида Шубина родилась 26 мая 1939 года.
В 1964 году окончила Таганрогский государственный педагогический институт. Работала учителем русского языка и литературы.
С 1984 по 2007 годы являлась директором таганрогской средней школы № 10.
За заслуги в обучении и воспитании учащихся и многолетний добросовестный труд в 1996 году З. А. Шубиной было присвоено почётное звание «Заслуженный учитель Российской Федерации».
Похоронена в Таганроге на «Аллее Славы» Николаевского кладбища.